# Tom Held
Pour les articles homonymes, voir Held.

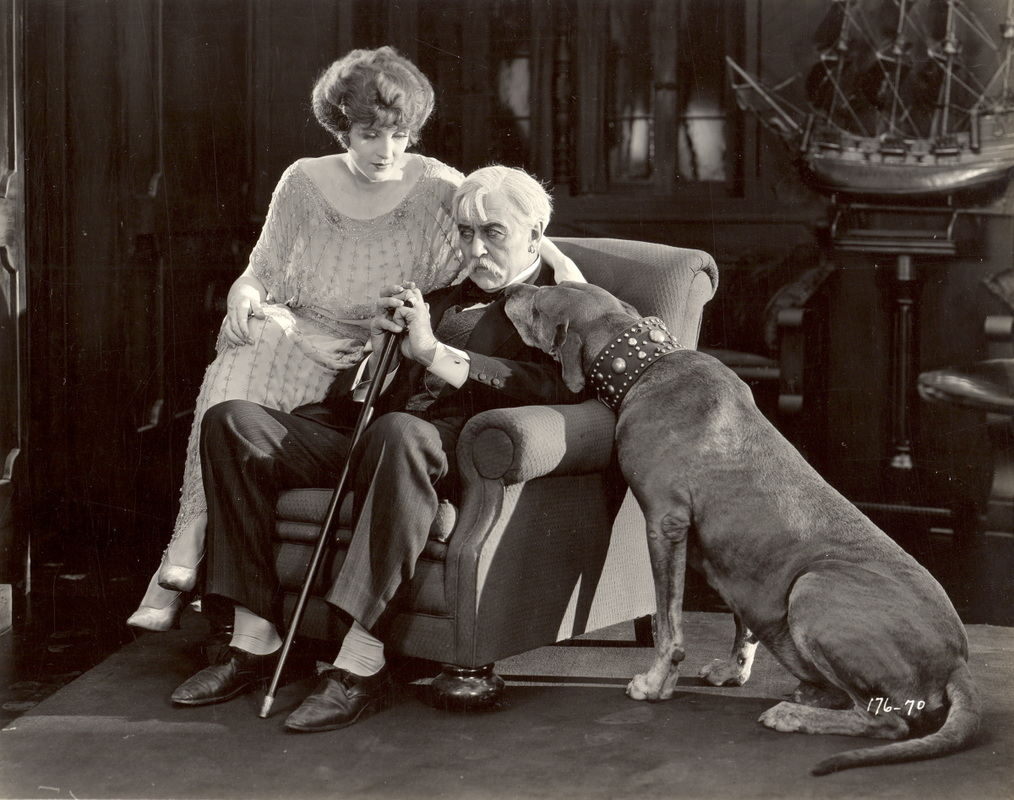
Haine et Amour (1922, assistant réalisateur) : Claire Windsor et Hobart Bosworth

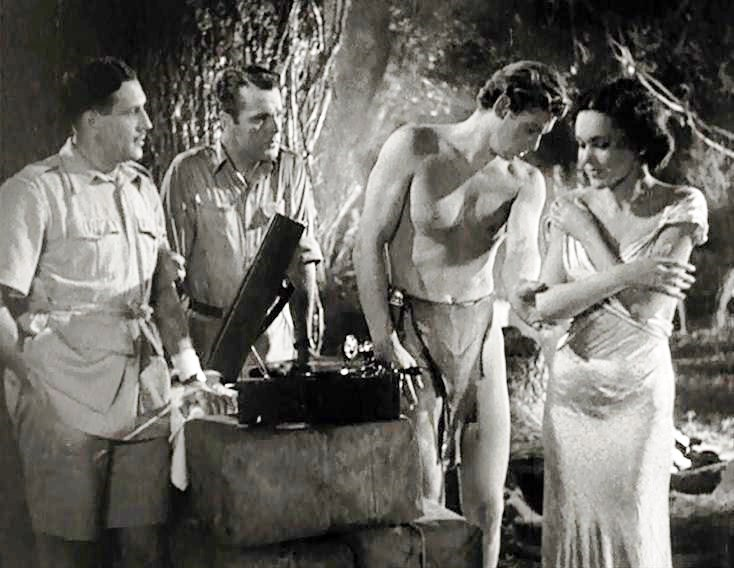
Tarzan et sa compagne (1934, monteur) : Paul Cavanagh, Neil Hamilton, Johnny Weissmuller et Maureen O'Sullivan (de g. à d.)

Thomas F. « Tom » Held est un assistant réalisateur et monteur américain d'origine autrichienne, né le 31 août 1889 à Vienne (Autriche), mort le 13 mars 1962 à Los Angeles — Quartier d'Hollywood (Californie).

## Biographie
Émigré enfant aux États-Unis (en 1896), Tom Held débute au cinéma comme assistant réalisateur, sur sept films sortis entre 1920 et 1929, dont Haine et Amour de Marshall Neilan (1922, avec Hobart Bosworth et Claire Windsor).
Puis il est monteur de vingt-quatre autres films américains, produits par la Metro-Goldwyn-Mayer et sortis à partir de 1930. Les deux derniers, sortis en 1938, sont Pilote d'essai de Victor Fleming (avec Clark Gable et Myrna Loy) et Toute la ville danse de Julien Duvivier (avec Luise Rainer et Fernand Gravey), qui lui valent chacun une nomination à l'Oscar du meilleur montage.
Entretemps, citons Tarzan et sa compagne de Jack Conway et Cedric Gibbons (1934, avec Johnny Weissmuller et Maureen O'Sullivan), San Francisco de W. S. Van Dyke (1936, avec Clark Gable et Jeanette MacDonald) et Marie Walewska de Clarence Brown (1937, avec Greta Garbo et Charles Boyer).
Ultime contribution, Tom Held est second assistant monteur (non crédité) sur Le Magicien d'Oz de Victor Fleming (1939, avec Judy Garland et Frank Morgan), après quoi il se retire.

## Filmographie partielle

### Assistant réalisateur
- 1920 : Les Deux Cicatrices (The River's End) de Victor Heerman et Marshall Neilan
- 1922 : Haine et Amour (The Strangers' Banquet) de Marshall Neilan
- 1925 : Une femme très sport (The Sporting Venus) de Marshall Neilan
- 1926 : Wild Oats Lane de Marshall Neilan
- 1929 : Fugitives (en) de William Beaudine

### Monteur
- 1930 : Men of the North d'Hal Roach
- 1931 : Le Chanteur de Séville de Ramón Novarro et Yvan Noé (version française de Call of the Flesh de Charles Brabin, sorti en 1930)
- 1931 : La Faute de Madelon Claudet (The Sin of Madelon Claudet) d'Edgar Selwyn
- 1931 : Daybreak de Jacques Feyder
- 1932 : Tarzan, l'homme singe (Tarzan the Ape Man) de W. S. Van Dyke
- 1932 : Raspoutine et l'Impératrice (Rasputin and the Empress) de Richard Boleslawski et Charles Brabin
- 1933 : Le Chant du Nil (The Barbarian) de Sam Wood
- 1934 : La Belle du Missouri ou J'épouserai un millionnaire (The Girl from Missouri) de Jack Conway
- 1934 : Souvent femme varie (Forsaking All Others) de W. S. Van Dyke
- 1934 : Tarzan et sa compagne (Tarzan and His Mate) de Jack Conway et Cedric Gibbons
- 1935 : Vivre sa vie (I Live My Life) de W. S. Van Dyke
- 1935 : Chronique mondaine (After Office Hours) de Robert Z. Leonard
- 1936 : Au seuil de la vie (The Devil Is a Sissy) de W. S. Van Dyke
- 1936 : San Francisco de W. S. Van Dyke
- 1937 : Marie Walewska (Conquest) de Clarence Brown
- 1938 : Pilote d'essai (Test Pilot) de Victor Fleming
- 1938 : Toute la ville danse (The Great Waltz) de Julien Duvivier

## Distinctions
- Deux nominations à l'Oscar du meilleur montage en 1939, pour Pilote d'essai et pour Toute la ville danse.